# Ананьев, Михаил Герасимович
Михаил Герасимович Ананьев — советский врач, государственный и политический деятель.

## Биография
Родился в 1902 году в селе Новая Сахча. Член ВКП(б).
Окончил медицинский факультет Томского университета.
С 1928 года — на хозяйственной, общественной и политической работе.
- В 1928—1945 гг.
- начальник отделения 101-го походно-полевого госпиталя 30-й армии Рязанского, Западного и Калининского фронтов, армейский хирург 3-й гвардейской танковой армии, 37-й армии и 6-й армии на Брянском, Центральном, Степном, 2-м Украинском, 3-м Украинском и 1-м Украинском фронтах, провёл 8000 хирургических операций участников Московской битвы, Калининской, Великолукской операций, руководитель хирургической службой армии в Курской битве, Львовско-Сандомирской и Берлинской операциях.

В 1945—1984 гг.
- Главный врач Красноярской краевой клинической больницы № 1,
- заведующий Красноярским краевым отделом здравоохранения,
- первый заместитель Министра здравоохранения СССР (1947-1949) гг. ,
- на научно-практической работе в Институте хирургии имени А. В. Вишневского,
- директор ВНИИЭХАИ (1954-1966)гг. (Всесоюзного научно-исследовательского института экспериментальной хирургической аппаратуры и инструментов)[1].

Широко известен операцией по извлечению неразорвавшегося снаряда из бедра раненого бойца. В 1965 году под руководством Ананьева была создана и запатентована первая в СССР искусственная почка (под наименованием аппарат для удаления из крови токсичных веществ и избытка воды). Автор многочисленных работ по хирургии и трансплантологии.
Избирался депутатом Верховного Совета СССР 2-го созыва.
Умер 27 января 1985 года. Прах захоронен в колумбарии Ваганьковского кладбища в городе Москве.

## Награды
- орден Красного Знамени
- орден Отечественной войны I степени
- орден Отечественной войны II степени
- орден  Трудового Красного Знамени
- орден Красной Звезды
- орден «Знак Почёта»
- Медаль «За отвагу» (СССР)
- Малая золотая медаль ВДНХ СССР (11.05.1960) — за непосредственное участие и руководство работой по научно-медицинскому обоснованию исследований образцов аппарата искусственного кровообращения и за внедрение его в клиническую практику
- Малая золотая медаль ВДНХ СССР (24.01.1961) — за руководство и непосредственное участие в работе по научно-медицинскому обоснованию и исследованию аппарата «искусственная почка» в экспериментальных и клинических условиях и активное участие в создании первых почечных центров в стране
- Серебряная медаль ВДНХ СССР (03.04.1963) — за научно-медицинское обоснование и исследование работы аппарата искусственного кровообращения для региональной перфузии при химеотерапии злокачественных новообразований в экспериментальных и клинических условиях

## Избранные труды
- Ананьев, Михаил Герасимович. Заменители живого [Текст] / М. Г. Ананьев, канд. мед. наук. — Москва : Знание, 1966. — 30 с. : ил.; 21 см. — (Новое в жизни, науке, технике. 8 серия. Биология и медицина; 8).
- Ананьев, Михаил Герасимович. Лектору об успехах здравоохранения [Текст] : Обзор работ, изд. местными организациями о-ва «Знание» / М. Г. Ананьев, заслуж. врач РСФСР канд. мед. наук ; О-во «Знание» РСФСР. Науч.-метод. совет по пропаганде биол. и мед. знаний. — Москва : [б. и.], 1969. — 28 с.; 19 см.